# مركب درجة حرارة القطع الأمثل

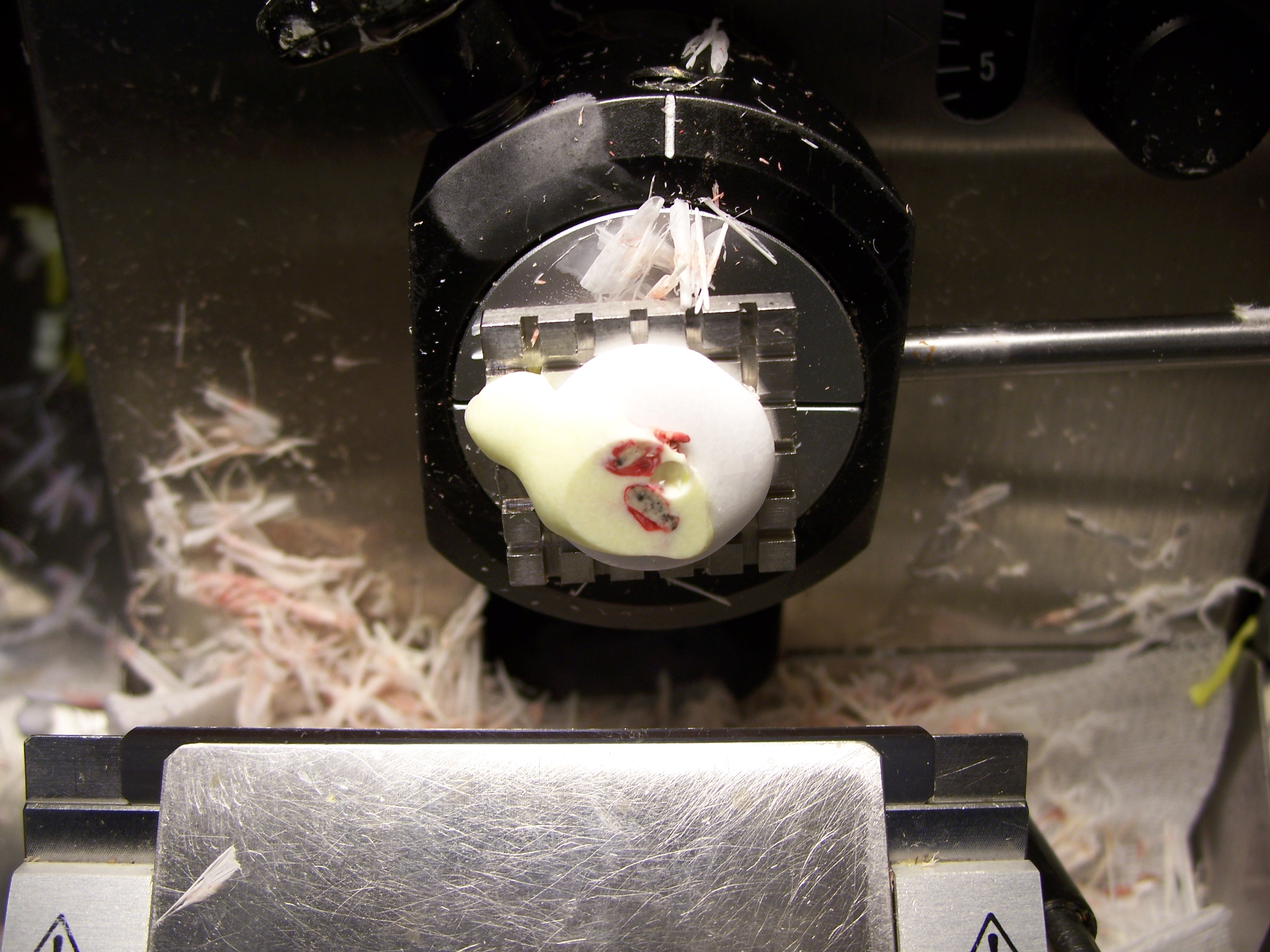
إجراء المقطع التجميدي

يستخدم مركب درجة حرارة القطع الأمثل (بالإنجليزية: Optimal cutting temperature compound)‏ لتضمين عينات الأنسجة قبل إجراء المقطع التجميدي على مشراح ناظم البرد. يتم تنفيذ هذه العملية لتركيب عينة على شرائح لتحليلها.

## عناصر
كما هو مذكور على الزجاجة:
- 10.24% كحول بولي فينيل
- 4.26% بولي إيثيلين جلايكول
- 85.5% من المكونات غير المتفاعلة[1]